# Шемуд (гміна)
Гміна Шемуд (пол. Gmina Szemud) — сільська гміна у північній Польщі. Належить до Вейгеровського повіту Поморського воєводства.
Станом на 31 грудня 2011 у гміні проживало 15386 осіб.
До 1998 року Гміна Шемуд мала назву Гміна Гданська.

## Територія
Згідно з даними за 2007 рік площа гміни становила 176.57 км², у тому числі:
- орні землі: 67.00%
- ліси: 20.00%

Таким чином, площа гміни становить 13.77% площі повіту.

## Населення
Станом на 31 грудня 2011:
| Опис     | Загалом | Загалом | Чоловіки | Чоловіки | Жінки | Жінки |
| -------- | ------- | ------- | -------- | -------- | ----- | ----- |
| одиниця  | осіб    | %       | осіб     | %        | осіб  | %     |
| все      | 15386   | 100     | 7851     | 51.03    | 7535  | 48.97 |
| міське   | 0       | 100     | 0        |          | 0     |       |
| сільське | 15386   | 100     | 7851     | 51.03    | 7535  | 48.97 |

## Сусідні гміни
Гміна Шемуд межує з такими гмінами: Вейгерово, Жуково, Картузи, Ліня, Люзіно, Пшодково.